# Akustik
Akustik er en gren af fysik, og er studiet af lyd og bølger i gasser, væsker og faste stoffer.
En lydbølge er defineret af dens fart, amplitude og frekvens. Lydens hastighed afhænger i høj grad af mediet den bevæger sig igennem, men dog også af temperatur. Lydens hastighed er ca. 343 m/s i luft ved 1 atm. tryk ved 20 grader, og 1500 m/s i vand. Bølgelængden er lig med afstanden mellem to toppunkter på en bølge. Lydens bølgelængde, {\displaystyle \lambda } er relateret til lydens hastighed {\displaystyle v} og dens frekvens, {\displaystyle f} ved formlen
{\displaystyle \lambda ={\frac {v}{f}}}.

## Nogle vigtige størrelser, enheder
De vigtigste størrelser indenfor fysisk akustik er
- lydtryk i Pascal [Pa]
- tilhørende lydtryksniveau i decibel [dB], relativt til 20 μPa
- lydintensitet i Watt per {\displaystyle m^{2},[W/m^{2}]}, som er energitransporten
- tilhørende lydintensitetsniveau i decibel [dB] relativt til {\displaystyle 10^{-12}W/m^{2}}.

De vigtigste værktøj indenfor akustik er matematik, kendte kilder, kendte mikrofoner / forstærkere og lydniveaumåler.

## Lydtryksniveau
Amplituden af en lydbølge er oftest karakteriseret af dens lydtryk. Da der er et meget stort omfang af lydtryk, man kan måle i en tilfældig situation, måles det normalt på den logaritmiske decibel skala. Hvis {\displaystyle p} defineres som effektivværdien af lydtrykkets amplitude, så er lydtryksniveauet lig med 20 gange logaritmen af forholdet mellem det aktuelle lydtryk og et standardiseret lydtryk.
Lydtryksniveauet udregnes i decibel således:
{\displaystyle L_{p}=20\,\log _{10}\left({\frac {p_{1}}{p_{0}}}\right)=10\,\log _{10}\left({\frac {p_{1}^{2}}{p_{0}^{2}}}\right)dBSPL}
Standardlydtrykket som man normalt bruger er høretærskelen:
{\displaystyle p_{0}=2\cdot 10^{-5}Pa}
= 20 µPa i luft og 1 µPa i vand. (Pa = pascal = N / m²; N = newton)
Hvad angår lydniveau, er det vigtigt at man gør klar forskel mellem lydtryksniveau og lydeffektniveau. Lydtryksniveauet måles for eksempel af en mikrofon, og er en direkte måling af lufttryk. Lydeffektniveauet, er derimod en måling af den effekt der bliver brugt til at generere lyden. Lydtryksniveauet bliver brugt til at måle lydtryk, da vores opfattelse af lydstyrke svarer logaritmisk til det. Lydeffektniveauet kan ikke måles direkte, og må derfor udregnes på basis af andet data.